# Јасмин Хамамет
Јасмин Хамамет (арап. ياسمين الحمامات) је туристичка дестинација у држави Тунис, у близини града Хамамет, која је плански изграђена крајем 1990-их.

## Преглед
Јасмин Хамамет се налази одмах испод Хамамета (у Хамаметском заливу) и припада тој општини. Површине 278 хектара, протеже се 4 km уз обалу са приближно 19000 лежаја од којих је 80% у хотелима са 4 или 5 звездица. Још око 11000 лежаја се може наћи у апартманима, вилама итд.
Место има своју Медину која има улогу традиционалног базара као и места за ноћне изласке. Такође поседује казино, марину, тематски парк, променаду са кафићима и радњама, баште и паркове, а голф терени се могу наћи на 5 километара од центра.